# Wiesenpieper

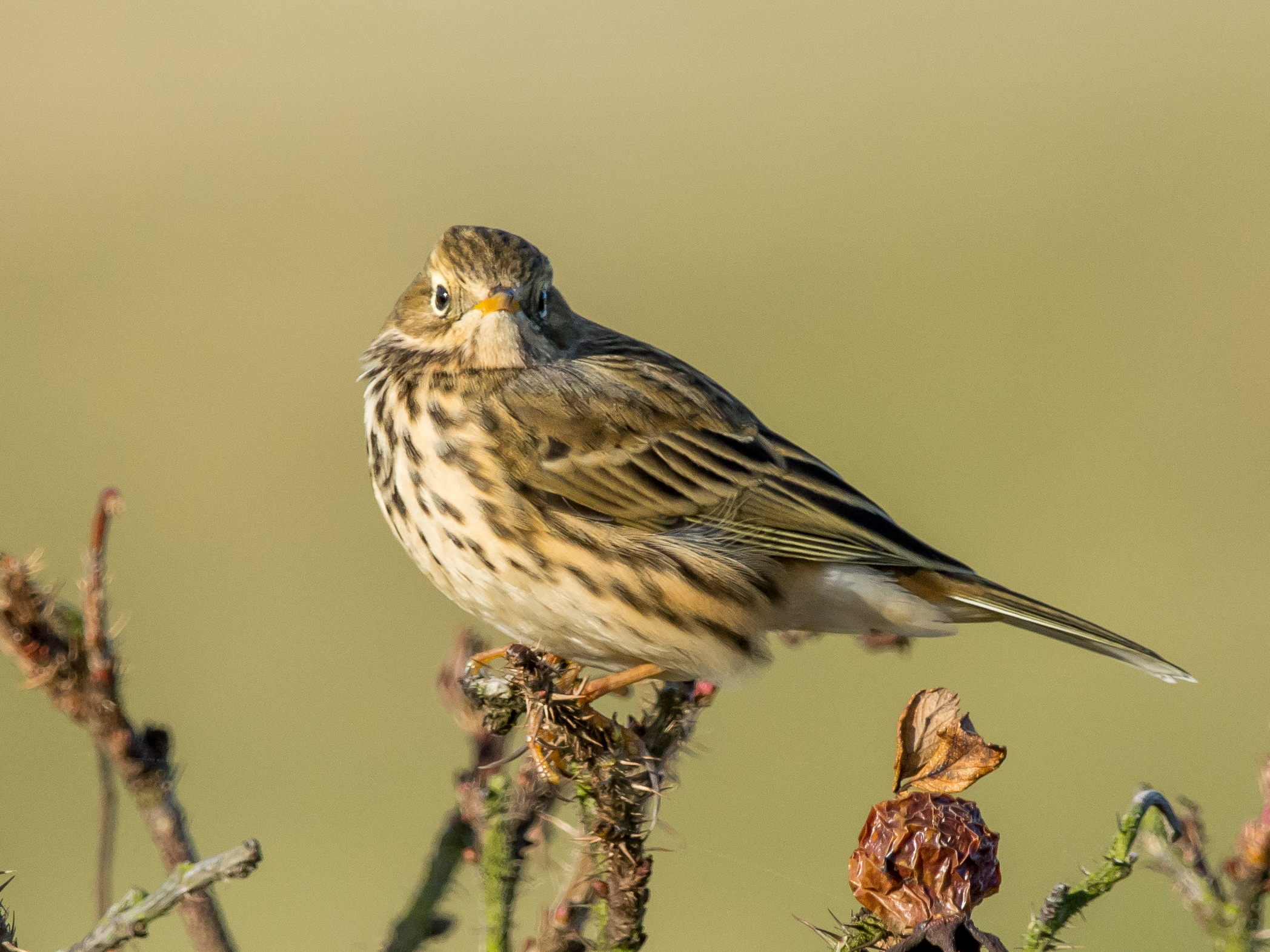
Wiesenpieper auf Sitzwarte

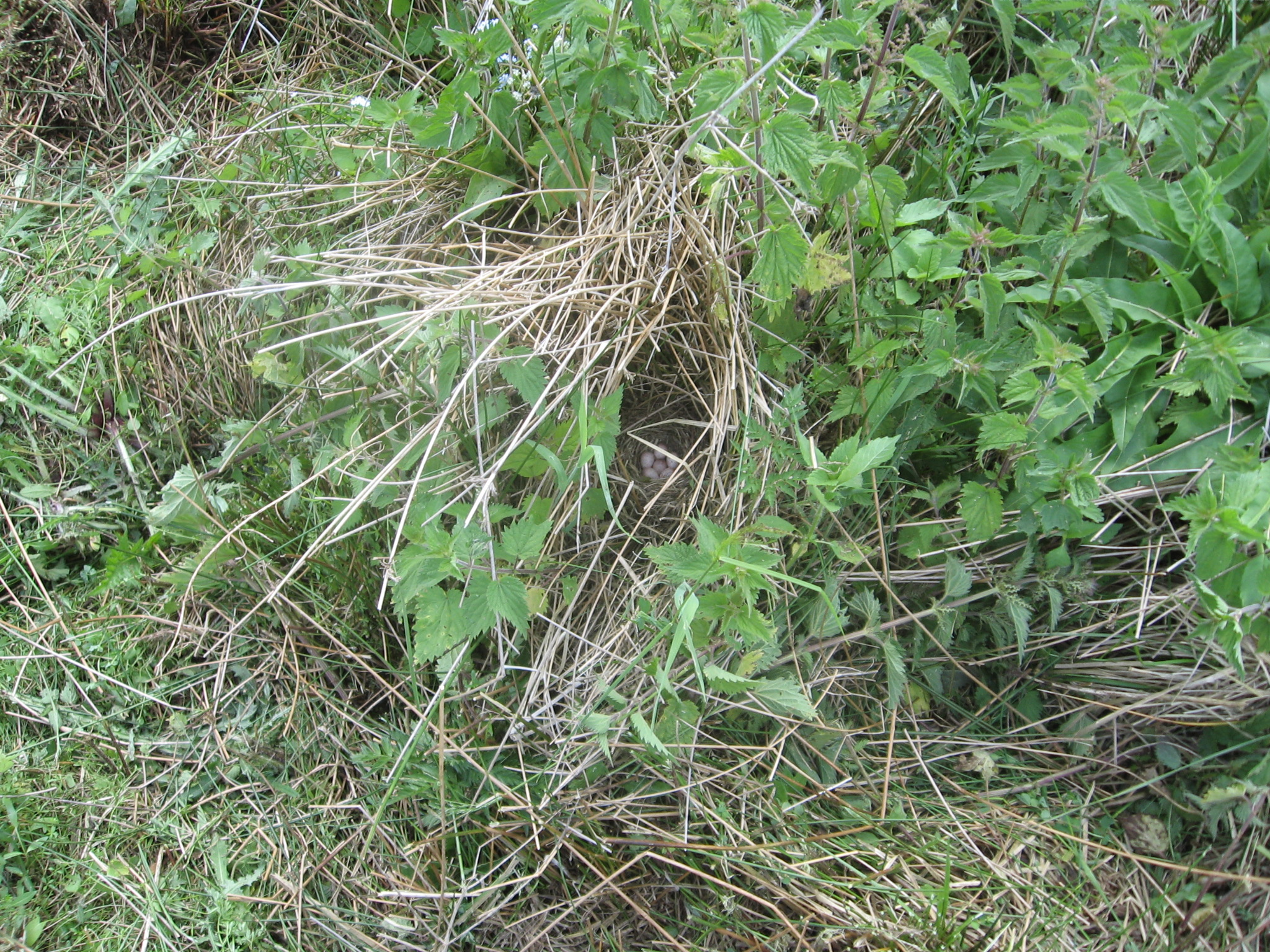
Wiesenpieper-Nest im Naturschutzgebiet Hemmeker Bruch, Sauerland

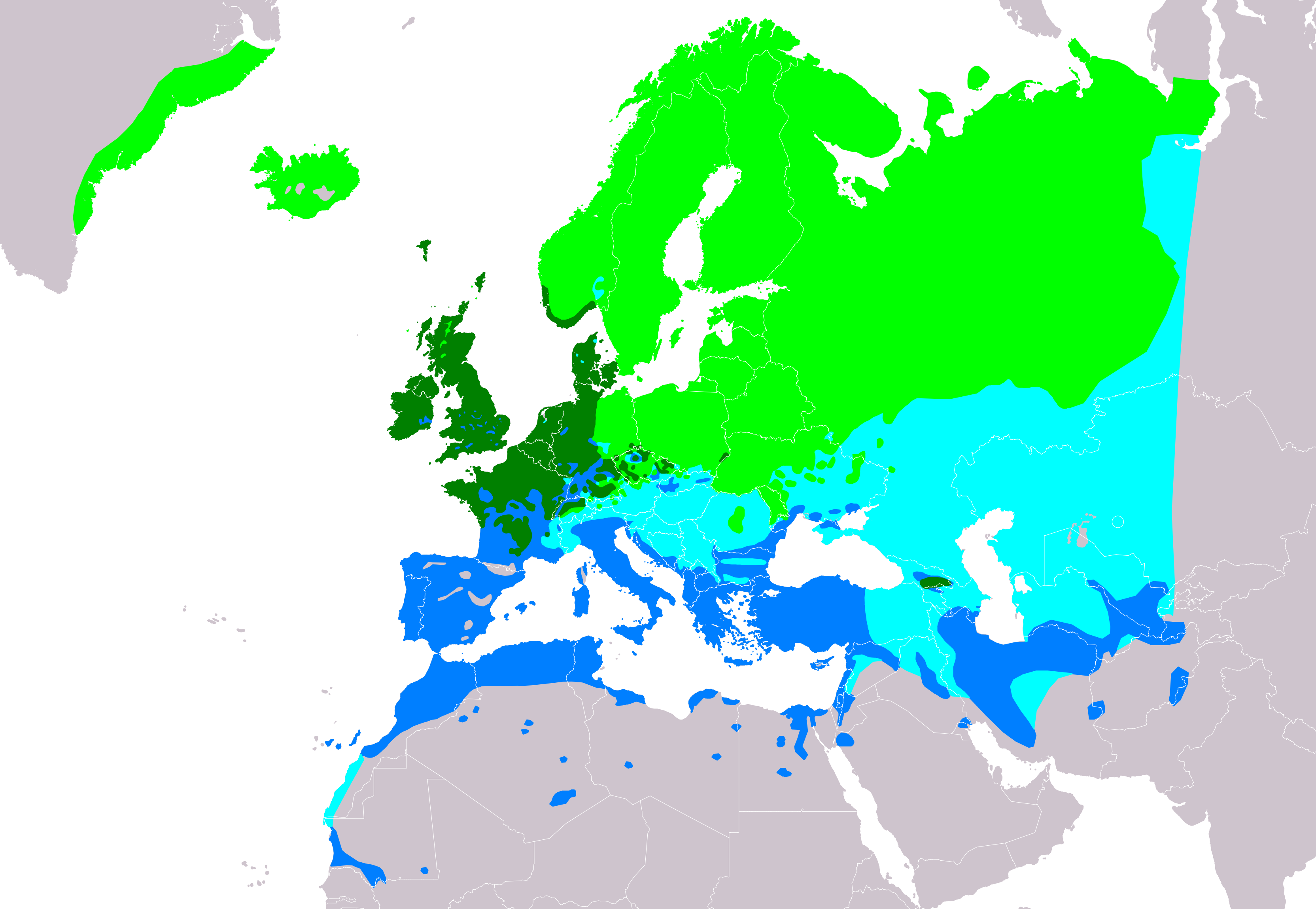
Verbreitung des Wiesenpiepers:
Brutgebiete
Ganzjähriges Vorkommen
Migration
Überwinterungsgebiete

Der Wiesenpieper (Anthus pratensis) ist eine Vogelart aus der Familie der Stelzen und Pieper, der in der nördlichen Hälfte Europas und Asiens ein weit verbreiteter und teils häufiger Brutvogel ist. Während seines Zuges ist er gelegentlich in größeren Trupps auf Feldern und an Teichrändern zu beobachten. In der Roten Liste der Brutvögel Deutschlands von 2020 wird die Art in der Kategorie 2 als „stark gefährdet“ geführt.

## Beschreibung
Der Wiesenpieper ist mit knapp 15 Zentimetern etwa so groß wie ein Haussperling. Er ist jedoch graziler und schlanker als dieser und wirkt dadurch optisch größer. Das Gefieder weist keine geschlechtsspezifischen Unterschiede auf. Die Körperoberseite ist olivfarben. Der Überaugenstreif ist weißlich und die äußersten Schwanzfedern sind weiß. Die Beine sind rötlich, die Kralle der Hinterzehe sehr lang und der Schnabel ist dünn und spitz.
Der Lockruf des Wiesenpiepers ist ein scharfes „ist“ oder „ististist“, in der Nestnähe oft langanhaltend und monoton „tlitlitli“. Sein Gesang, den er in kurzen Singflügen vorträgt, ist hoch und dünn. Er beginnt vor dem Start zum Singflug zu singen, steigt dann meist von einer Bodenerhebung aus auf und kehrt beim Herabgleiten in aller Regel nicht zum Ausgangspunkt zurück.
Der Wiesenpieper weist große Ähnlichkeit mit dem Baumpieper auf. Er ist vom Baumpieper bei der Freilandbeobachtung eher aufgrund des Lebensraums und der Stimme als durch optische Merkmale zu unterscheiden (Baumpieper oft am Waldrand, lichten Wäldern oder auf Flächen mit relativ mehr Solitärbäumen). Grundsätzlich ist er etwas kleiner als der Baumpieper und weist eine ausgeprägtere graugrünliche Färbung auf. Die Rückenstreifung ist etwas ausgeprägter und dunkler, die Brust weniger gelblich und zarter gestreift. Im Unterschied zum zierlicheren Wiesenpieper hat der Baumpieper einen kräftigeren Schnabel. Während Baumpieper oft auf Baumästen sitzend zu sehen sind, halten sich Wiesenpieper meist auf dem Boden auf und haben einen „hüpfenden“, kurzen Flug. Der Baumpieper fliegt dagegen ruckweise in flachen Wellen.

## Ökologie

### Ernährung
Wiesenpieper ernähren sich im Sommerhalbjahr hauptsächlich von kleinen tagaktiven Insekten und Spinnentieren aller Art, im Winterhalbjahr zusätzlich von kleinen Schnecken und Sämereien.

### Lebensraum und Verbreitung
Der Wiesenpieper ist ein weitverbreiteter und gelegentlich sogar häufiger Vogel der Gattung der Pieper. In Deutschland ist die Art aber stark gefährdet und in manchen Gebieten, in denen er historisch relativ häufig auftrat, mittlerweile vom Aussterben bedroht. Er kommt in den meisten Regionen der nördlichen Hälfte Europas und Asiens vor. Er ist ein Kurzstreckenzieher und überwintert gewöhnlich im südlichen Europa, im nördlichen Afrika und in Südasien. In Irland, in Großbritannien und in den Küstenregionen des westlichen Europas ist er dagegen ein Standvogel. Vereinzelt gibt es auch in Mitteleuropa überwinternde Wiesenpieper.
Der Wiesenpieper ist ein Brutvogel auf feuchten Wiesen und Viehweiden, in Moorgebieten, auch in Gebirgen. Er ist auf eine strukturreiche Krautschicht (z. B. Heidesträucher in Abwechslung mit Borstgrasrasen) angewiesen. Während des Zuges nach Süden sieht man ihn oft in größeren Trupps auf Feldern und an Teichrändern.

### Brutbiologie

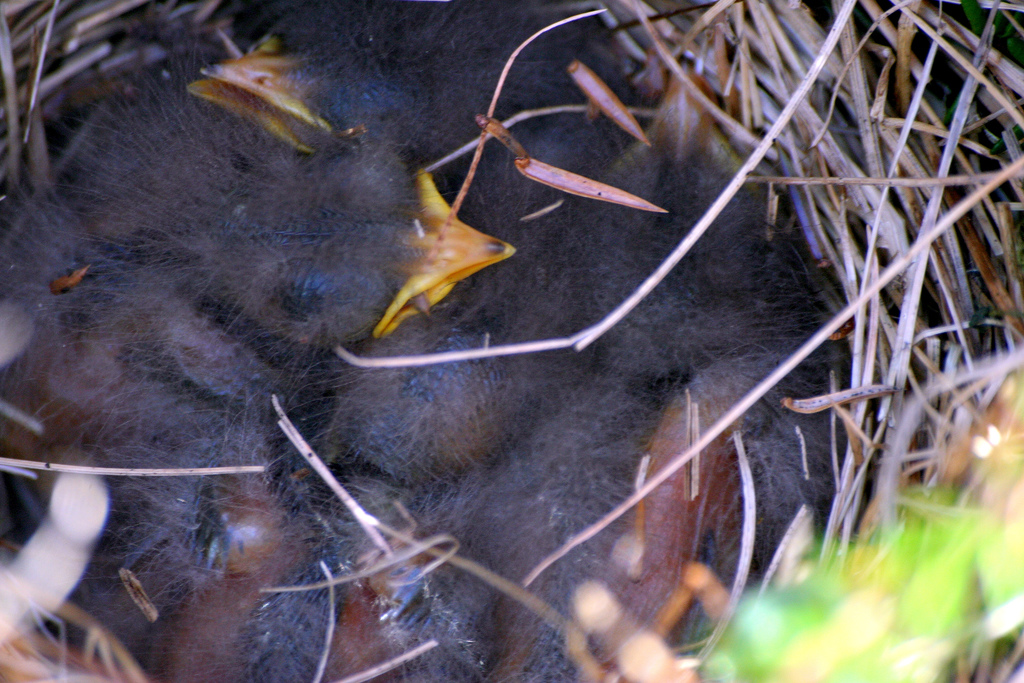
Nestlinge des Wiesenpiepers mit den charakteristischen bräunlichgrauen Dunen und hellgelben Schnabelwülsten

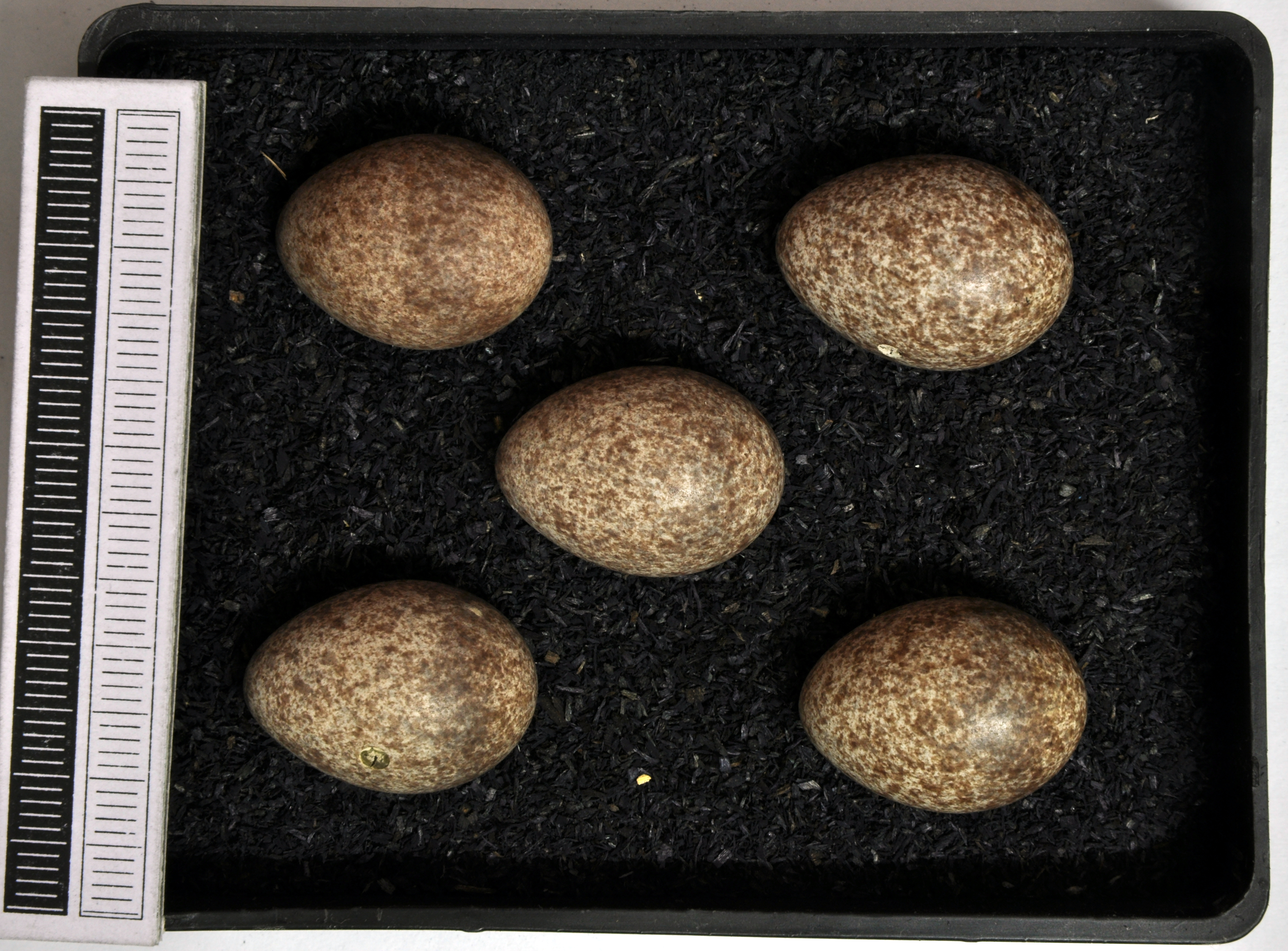
Gelege, Sammlung Museum Wiesbaden

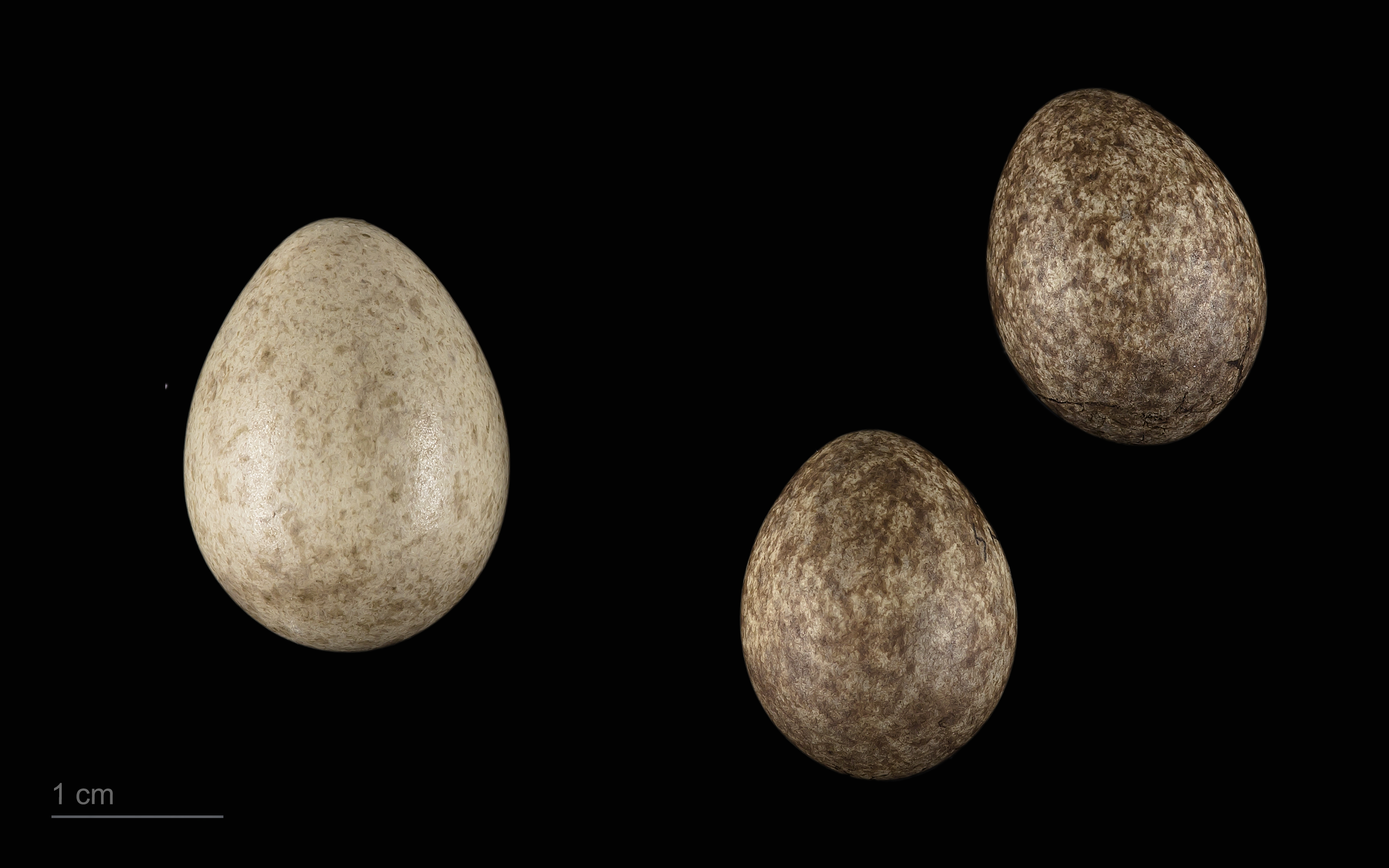
Links: Cuculus canorus canorus rechts: Anthus pratensis, Sammlung Museum von Toulouse

Der Wiesenpieper ist ein Brutvogel offener Landschaften. Brütende Vögel sind in Marschen, Dünen und feuchten Wiesen bis hin zu Heiden und hochgelegenen Mooren anzutreffen. Die Brutperiode beginnt im südlichen Verbreitungsgebiet in der Zeit von Anfang bis Mitte April und im nördlichen Verbreitungsgebiet Anfang Juni. Es werden in der Regel zwei Jahresbruten großgezogen, in Ausnahmefällen schreiten Wiesenpieper sogar ein drittes Mal zur Brut.
Das Nest befindet sich auf dem Boden und ist in der Regel gut gegen Sicht von oben geschützt. Es wird allein vom Weibchen gebaut. Das Nest ist ein unscheinbarer Bau aus Halmen und Moos und ist mit Haaren ausgepolstert. Die Gelege bestehen in der Regel aus drei bis fünf Eiern, die im Tagesabstand gelegt werden. Sie werden allein vom Weibchen bebrütet, das die Brut nach der Ablage des letzten Eis aufnimmt. Die Eier sind sehr variabel gefärbt. Die Grundfärbung kann blaugrau, beige oder rosa sein. Sie sind braun und hellgrau gesprenkelt und gelegentlich so dicht gezeichnet, dass eine fast einheitlich graue oder braune Färbung entsteht. Die Brutdauer beträgt zwischen 11 und 15 Tage. Die Nestlinge haben bräunlichgraue Dunen und werden von beiden Eltern etwa 12 bis 14 Tage lang gefüttert.
Wiesenpieper sind potenzielle Wirtsvögel des Kuckucks.

## Einzelbelege
1. 1 2  Torsten Ryslavy, Hans-Günther Bauer, Bettina Gerlach, Ommo Hüppop, Jasmina Stahmer, Peter Südbeck & Christoph Sudfeldt: Rote Liste der Brutvögel Deutschlands, 6. Fassung. In: Deutscher Rat für Vogelschutz (Hrsg.): Berichte zum Vogelschutz. Band 57, 30. September 2020.
2. ↑  Lars Svensson, Killian Mullarney, Dan Zetterström: Der Kosmos-Vogelführer: alle Arten Europas, Nordafrikas und Vorderasiens. 2. überarbeitete Auflage. KOSMOS-Verlag, Stuttgart 2011, ISBN 978-3-440-12384-3.
3. ↑  Allström und Mild: Pipits & Wagtails of Europe, Asia and Northamerica. S. 132.
4. 1 2  J. del. Hoyo: [[Handbook of the Birds of the World]], vol. 9. Lynx Edicions, Barcelona 2004, ISBN 84-87334-69-5, S. 763 (englisch).
5. ↑  Einhard Bezzel: BLV Handbuch Vögel. S. 370
6. ↑  Colin Harrison und Peter Castell: Jungvögel, Eier und Nester der Vögel Europas, Nordafrikas und des Mittleren Ostens. S. 215
7. ↑  Einhard Bezzel: BLV Handbuch Vögel. S. 370.
8. ↑  Colin Harrison und Peter Castell: Jungvögel, Eier und Nester der Vögel Europas, Nordafrikas und des Mittleren Ostens. S. 216.